# Cirrhophanus dubifer
Cirrhophanus dubifer là một loài bướm đêm trong họ Noctuidae.